# なかそねまりこ
なかそね まりこ(1973年 - )は日本の絵本作家である。群馬県高崎市出身。旧姓・池田まり子。群馬県立高崎女子高等学校、高崎経済大学経営学部卒業。セツ・モードセミナーでイラストレーションを学び、絵本作家となる。結婚・出産で長らく創作活動を休んでいたが『とことこちゃんのおかいもの』で復帰。

## 作品
- ブルーダーとラッケ (PICT.BOOK) 池田 まり子 (2001/10) ISBN 4-391-12543-9
- ミエルのクッキー 池田 まり子 (2002/10) ISBN 433301980X
- とことこちゃんのおかいもの なかそね まりこ (2006/8) ISBN 4333022215